# Schizm
Schizm: Mysterious Journey ist ein Adventurespiel, das von den polnischen Firmen Detalion und LK Avalon entwickelt und vom kanadischen Publisher Dreamcatcher Interactive unter dem Label The Adventure Company im Jahre 2001 veröffentlicht wurde. Die Geschichte des Spiels stammt von dem australischen Science-Fiction-Autor Terry Dowling. 2004 erschien ein Nachfolger mit dem Titel Schizm 2: Trügerische Wahrheit.

## Handlung
Sam und Hannah sind Raumpiloten, die mit einem Raumschiff Hilfsgüter zu einer wissenschaftlichen Expedition auf dem Planeten Argilus transportieren. Als sie sich dem Planeten nähern, verlieren sie die Kontrolle über ihr Raumschiff und müssen es mit Hilfe einer Rettungskapsel verlassen. Die beiden Spielfiguren werden an dieser Stelle des Spiels auf dem unbewohnten Planeten getrennt: Sam befindet sich in einer Art Stadt, die aus Ballon-förmigen Luftschiffen besteht. Hannah landet auf einer frei schwebenden Insel, die ebenfalls eine Stadt beherbergt. Zuerst haben die beiden keine Möglichkeit miteinander zu kommunizieren, was sich aber im Laufe des Spiels ändert. Sobald beide in Matia's Zone sind, müssen sie zusammen ein letztes Puzzle lösen, um vom Planeten flüchten zu können und um zu klären, wo die Bewohner des Planeten geblieben sind.

## Spielprinzip und Technik
Das Spiel weist Ähnlichkeiten mit der Adventurespiel-Reihe Myst (besonders Riven) auf, mit realistischen Umgebungshintergründen sowie ähnlich gestalteten Bewegungen und Interaktionen. Ein wesentliches Unterscheidungsmerkmal von Schizm zu anderen Spielen war, dass der Spieler zwischen den beiden Charakteren des Spiels hin- und herschalten konnte. Manche der Aufgaben im Spiel konnten nur so gelöst werden.

## Produktionsnotizen
Der zweite Teil des Spiels wurde auf drei CDs unter dem Namen Mysterious Journey 2 (oder auch Schizm 2: Chameleon) sowie in Deutschland im April 2004 als Schizm 2: Trügerische Wahrheit mit deutscher Sprachausgabe veröffentlicht. Autor des zweiten Teils war ebenfalls Terry Dowling.

## Rezeption
Schizm erhielt gemischte Bewertungen. Die Rezensionsdatenbank Metacritic aggregiert 13 Rezensionen zu einem Mittelwert von 68. PC Games gab dem Spiel Schizm eine Spielspaß-Wertung von 45 % und bemängelte: „Hinter der Hochglanz-Fassade verbergen sich abstrakte Rätseleinlagen, die das Spielerlebnis zur Geduldsprobe werden lassen und heutzutage kaum mehr jemanden hinter dem Ofen hervorlocken.“ 4Players beurteilte das Spiel mit 64 % und wertete: „Schizm ist an sich sein Geld wert und vor allem für Spieler interessant, die schwere Rätselnüsse knacken wollen.“
Konsolen-World bewertete Schizm 2 mit 76 % und lobt: „Vor allem die Story und die nette Optik können begeistern.“ 4Players erteilte Schizm 2 eine Wertung von 72 % und hielt die „exotischen Alien-Umgebung sowie der komplexen Science-Fiction-Handlung“, für „interessanter als bei Myst 4“, kritisiert wurden die „latschintensiven Rätsel, bei denen ihr die unbelebt wirkende Welt erkundet und die eher etwas für ausgesprochene Tüftlernaturen sind.“
Das Spiel wurde auf fünf CDs oder einer DVD veröffentlicht. Die CD-Version enthält nicht alle Puzzles, die sich auf der DVD-Veröffentlichung befinden und auch ein Teil der Hintergrundgeschichte wurde auf der CD-Version weggelassen. Schizm: Mysterios Journey war mit 260.000 verkauften Exemplaren kommerziell erfolgreich und zählte zu den „erfolgreichsten Science-Fiction-Adventure-Spielen in Deutschland“.